# Yason Burnu
Yason Burnu (Kaap Jason) is een schiereiland in het vissersdorpje Çaytepe / Çaka, Perşembe, in de Turkse provincie Ordu.

## Geschiedenis
Yason Burnu is het gebied waar Jason en de Argonauten de Gouden Vlies zochten. Het verhaal van Jason en Medea hoort in de Griekse mythologie. Het is een mythe over heldendaden, hekserij en de liefde.
Er staat een oude Grieks-orthodoxe kerk op dit schiereiland. Naast Yason Burnu is er ook een kleiner schiereiland (Yalanci Yason) waar een antieke visboerderij staat.